# Aderus denticollis
Aderus denticollis é uma espécie de inseto besouro da família Aderidae. Foi descrita cientificamente por George Charles Champion em 1916.

## Distribuição geográfica
Habita na Índia.